# La Trocha, la Casa de la Paz
La Trocha, La Casa de la Paz es un espacio de memoria, encuentro y reconciliación creada por excombatientes de las Fuerzas Armadas Revolucionarias de Colombia, víctimas y ciudadanía ubicada en Bogotá. Este proyecto colectivo es liderado por firmantes del acuerdo de paz con el objetivo de visibilizar las memorias del conflicto armado así como promover una cultura de paz.
Además de ser un espacio cultural donde se realizan conciertos, conversatorios y presentaciones de libros, cuenta con una tienda en donde tienen a la venta a más de 100 productores víctimas, firmantes y  colectivos que promueven a la paz y la reconciliación. Cuentan con el sello Colombia Destinos de Paz por parte del Ministerio de Comercio, que reconoce e incentiva los emprendimentos cuyo enfoque es la construcción de paz. 

En el techo se encuentran colgadas mariposas que recuerdan a los 340 exintegrantes de la guerrilla que han sido asesinados desde la firma del acuerdo. Sobre ello Doris Suárez declaró en una entrevista:
Hay muchas personas que ya no están, pero fueron muy importantes en este proceso.
La Casa de la Paz fue iniciada en 2021 por Suárez, quien fue parte, durante casi 30 años, de la guerrilla y decidió dejar las armas después de la firma del acuerdo de paz en 2016.
El proyecto inició en 2019 realizando una marca de cerveza artesanal La Trocha que en sus botellas tienen la leyenda: «tomando el camino de la paz». 
En 2025 se estrenó el documental La Trocha. La casa de la paz. Nuestras voces y experiencias de reincorporación realizado por la facultad de Teología de la Universidad Javeriana, dirigido por Anónimo Nadie y producido por Indyon TV, en el se narra la historia del espacio.

## Espacios
- Salón de las mariposas espacio de memoria y arte
- Manifiesta y RENAC conecta diseñadores con excombatientes en Icononzo para crear moda que promueve la paz en Colombia
- Micro Planta en donde se encuentran la línea de producción de cerveza de barril
- Unión de costurero es el espacio que a través del bordado visibiliza a las víctimas del conflicto colombiano
- Galería Fariana el espacio de exposiciones, presentaciones de libros, películas y conversatorios
- Co-working un espacio de trabajo colectivo, talleres y esparcimiento
- Estallido Social a partir de las movilizaciones de 2021 acoge expresiones juveniles y gráficas
- Biblioteca y librería ofrece libros para leer en casa o comprar.